# Associazione Sportiva Livorno Calcio 2007-2008
Questa pagina raccoglie i dati riguardanti l'Associazione Sportiva Livorno Calcio nelle competizioni ufficiali della stagione 2007-2008.

## Stagione
In questa stagione il Livorno diede l'addio a Cristiano Lucarelli. Il campionato inizia in brutto modo perdendo per 5-1 all'esordio contro la Juventus e in casa per 4-2 contro il Palermo.  Nelle successive cinque partite e malgrado un buon pareggio contro l'Inter, campione d'Italia in carica, per 2-2, il Livorno fa solo due punti. Dopo la settima giornata e l'ultimo posto in classifica, l'allenatore Orsi viene esonerato e sostituito con l'ex tecnico di Torino Camolese.  L'esordio del neo allenatore non è dei migliori poiché perde per 1-0 in casa contro i rivali storici della Lazio e malgrado una buona prestazione perde ancora contro il Parma per 3-2. 
Alla decima giornata però appare una svolta poiché il Livorno vince per la prima volta in questo campionato espugnando Reggio Calabria per 3-1. La squadra poi infila altre quattro vittorie e cinque pareggi (di cui 2 contro grandi squadre come la Roma e il Milan entrambe finite per 1-1) e rimonta in classifica fino al 13º posto con 22 punti.
Nel girone di ritorno, si registra purtroppo un calo che vede la squadra pareggiare solo una volta in sei partite (1-1 in casa contro il Genoa) e la fa tornare nella zona retrocessione per poi vincere contro il Catania per 1-0 e uscirne subito. Sarà l'ultima vittoria del Livorno in questo campionato poiché fino alla fine, la squadra otterrà solo 4 punti nonostante un altro buon pareggio contro la Roma all'Olimpico per 1-1. Dopo la sconfitta casalinga per 4-1 contro il Milan che vede la squadra all'ultimo posto a -3 dalla salvezza, Camolese è sollevato dall'incarico e viene richiamato Orsi. Il ritorno di quest'ultimo non può evitare il tracollo poiché la retrocessione in Serie B sarà decretata alla penultima giornata dopo un'altra sconfitta contro il Torino per 1-0. 
La stagione si conclude all'ultimo posto con 30 punti di cui solo otto fatti nel disastroso girone di ritorno.

## Rosa
| N. |                    | Ruolo | Calciatore               |
| -- | ------------------ | ----- | ------------------------ |
| 1  | Italia (bandiera)  | P     | Marco Amelia             |
| 14 | Italia (bandiera)  | P     | Alfonso De Lucia         |
| 82 | Italia (bandiera)  | P     | Antonio Di Matteo        |
| 6  | Italia (bandiera)  | D     | Fabio Galante            |
| 15 | Croazia (bandiera) | D     | Dario Knežević           |
| 18 | Iran (bandiera)    | D     | Rahman Rezaei            |
| 24 | Serbia (bandiera)  | D     | Filip Krstic             |
| 26 | Italia (bandiera)  | D     | Giovanni Pasquale        |
| 32 | Italia (bandiera)  | D     | Simone Pavan             |
| 69 | Italia (bandiera)  | D     | David Balleri            |
| 77 | Italia (bandiera)  | D     | Alessandro Grandoni      |
| 79 | Italia (bandiera)  | D     | Matteo Melara            |
| 33 | Brasile (bandiera) | D     | Sidny Feitosa dos Santos |
| 4  | Italia (bandiera)  | C     | Emanuele Filippini       |
| 24 | Francia (bandiera) | C     | Vikash Dhorasoo          |

| N. |                       | Ruolo | Calciatore            |
| -- | --------------------- | ----- | --------------------- |
| 9  | Danimarca (bandiera)  | C     | Martin Bergvold       |
| 3  | Italia (bandiera)     | C     | Antonio Filippini     |
| 8  | Portogallo (bandiera) | C     | Vidigal               |
| 21 | Italia (bandiera)     | C     | Massimo Loviso        |
| 16 | Italia (bandiera)     | C     | Giuliano Giannichedda |
| 7  | Italia (bandiera)     | C     | Nico Pulzetti         |
| 17 | Honduras (bandiera)   | C     | Edgar Álvarez         |
| 11 | Italia (bandiera)     | C     | Daniele De Vezze      |
| 86 | Italia (bandiera)     | C     | Tommaso Vailatti      |
| 10 | Italia (bandiera)     | A     | Francesco Tavano      |
| 20 | Italia (bandiera)     | A     | Fausto Rossini        |
| 22 | Spagna (bandiera)     | A     | Diego Tristán         |
| 23 | Italia (bandiera)     | A     | Alessandro Diamanti   |
| 78 | Italia (bandiera)     | A     | Francesco Volpe       |
| 81 | Albania (bandiera)    | A     | Erjon Bogdani         |

## Risultati

### Serie A

#### Girone di andata
| Arbitro: | Gava (Conegliano) |

|                                                  |           |            |
| Trezeguet 29’, 86’, 87’ Iaquinta 71’ (rig.), 91’ | Marcatori | 93’ Loviso |

| Arbitro: | Rosetti (Torino) |

|                             |           |                                         |
| F. Rossini 55’ Grandoni 74’ | Marcatori | 10’ Rinaudo 23’, 37’ Miccoli 42’ Amauri |

| Arbitro: | Dondarini (Finale Emilia) |

|                  |           |                   |
| M. Borriello 57’ | Marcatori | 53’ (rig.) Tavano |

| Arbitro: | Trefoloni (Siena) |

|                               |           |                             |
| De Vezze 1’ Loviso 62’ (rig.) | Marcatori | 35’, 71’ (rig.) Ibrahimović |

| Arbitro: | Morganti (Ascoli Piceno) |

|          |           |  |
| Sosa 85’ | Marcatori |  |

| Arbitro: | Rosetti (Torino) |

|  |           |                              |
|  | Marcatori | 45’, 67’ Osvaldo 69’ Santana |

| Arbitro: | Rocchi (Firenze) |

|           |           |  |
| Sardo 20’ | Marcatori |  |

| Arbitro: | Celi (Campobasso) |

|  |           |              |
|  | Marcatori | 45+4’ Pandev |

| Arbitro: | Rizzoli (Bologna) |

|                                |           |                        |
| Morrone 9’ Paci 54’ Morfeo 74’ | Marcatori | 23’, 49’ (rig.) Tavano |

| Arbitro: | Farina (Novi Ligure) |

|             |           |                                               |
| Amoruso 37’ | Marcatori | 34’ Pulzetti 78’ (aut.) Valdez 90’ F. Rossini |

| Livorno 4 novembre 2007, ore 15:00 11ª giornata | Livorno         | 0 – 0 referto | Udinese | Stadio Armando Picchi (7.773 spett.)\| Arbitro: \| Brighi (Cesena) \| |
| Arbitro:                                        | Brighi (Cesena) |               |         |                                                                       |

| Arbitro: | Girardi (San Donà di Piave) |

|                         |           |                                      |
| Maccarone 18’ Loria 92’ | Marcatori | 17’ Tavano 31’ Bergvold 42’ Knežević |

| Arbitro: | Gervasoni (Mantova) |

|                             |           |              |
| Knežević 8’ Tavano 10’, 88’ | Marcatori | 80’ Bellucci |

| Cagliari 2 dicembre 2007, ore 15:00 14ª giornata | Cagliari                    | 0 – 0 referto | Livorno | Stadio Sant'Elia\| Arbitro: \| Girardi (San Donà di Piave) \| |
| Arbitro:                                         | Girardi (San Donà di Piave) |               |         |                                                               |

| Arbitro: | Rizzoli (Bologna) |

|            |           |             |
| Tristán 6’ | Marcatori | 5’ De Rossi |

| Arbitro: | Brighi (Cesena) |

|                  |           |              |
| Pirlo 61’ (rig.) | Marcatori | 50’ Pulzetti |

| Arbitro: | De Marco (Chiavari) |

|             |           |             |
| Galante 26’ | Marcatori | 33’ Tissone |

| Arbitro: | Ayroldi (Molfetta) |

|             |           |                   |
| Bottone 78’ | Marcatori | 21’, 45+5’ Tavano |

| Arbitro: | Damato (Barletta) |

|                   |           |  |
| Tavano 51’ (rig.) | Marcatori |  |

#### Girone di ritorno
| Arbitro: | Morganti (Ascoli Piceno) |

|             |           |                                  |
| Bogdani 79’ | Marcatori | 30’, 63’ Trezeguet 48’ Del Piero |

| Arbitro: | Bergonzi (Genova) |

|             |           |  |
| Miccoli 76’ | Marcatori |  |

| Arbitro: | Romeo (Verona) |

|            |           |             |
| Tavano 16’ | Marcatori | 82’ Di Vaio |

| Arbitro: | De Marco (Chiavari) |

|                |           |  |
| Suazo 14’, 18’ | Marcatori |  |

| Arbitro: | Saccani (Mantova) |

|              |           |                   |
| Diamanti 74’ | Marcatori | 57’, 90+3’ Calaiò |

| Arbitro: | Gava (Conegliano) |

|                |           |  |
| Papa Waigo 61’ | Marcatori |  |

| Arbitro: | Bergonzi (Genova) |

|              |           |  |
| Diamanti 62’ | Marcatori |  |

| Arbitro: | Mazzoleni (Bergamo) |

|                       |           |  |
| Rocchi 15’ Pandev 24’ | Marcatori |  |

| Arbitro: | Rosetti (Torino) |

|             |           |               |
| Vidigal 41’ | Marcatori | 61’ Reginaldo |

| Arbitro: | Farina (Novi Ligure) |

|             |           |             |
| Bogdani 60’ | Marcatori | 33’ Brienza |

| Arbitro: | Trefoloni (Siena) |

|                                |           |  |
| Quagliarella 19’ Di Natale 48’ | Marcatori |  |

| Livorno 30 marzo 2008, ore 15:00 31ª giornata | Livorno            | 0 – 0 referto | Siena | Stadio Armando Picchi\| Arbitro: \| Ayroldi (Molfetta) \| |
| Arbitro:                                      | Ayroldi (Molfetta) |               |       |                                                           |

| Arbitro: | Romeo (Verona) |

|                          |           |  |
| Maggio 67’ Bonazzoli 85’ | Marcatori |  |

| Arbitro: | Farina (Novi Ligure) |

|            |           |                      |
| Galante 2’ | Marcatori | 10’, 54’ Acquafresca |

| Arbitro: | Orsato (Schio) |

|             |           |              |
| Vučinić 54’ | Marcatori | 83’ Diamanti |

| Arbitro: | Morganti (Ascoli Piceno) |

|              |           |                                      |
| Knežević 73’ | Marcatori | 22’, 51’, 58’ F. Inzaghi 71’ Seedorf |

| Arbitro: | Tagliavento (Terni) |

|                                           |           |                          |
| Doni 56’ Ferreira Pinto 59’ S. Padoin 88’ | Marcatori | 64’ F. Rossini 82’ Pavan |

| Arbitro: | Rocchi (Firenze) |

|  |           |            |
|  | Marcatori | 41’ Rosina |

| Arbitro: | Trefoloni (Siena) |

|                       |           |              |
| Buscè 10’ Saudati 55’ | Marcatori | 84’ Diamanti |

### Coppa Italia
| Arbitro: | Celi (Campobasso) |

|                                   |                      |                                           |
| Domizzi 89’                       | Marcatori            | 82’ Tavano                                |
| Domizzi Calaiò Dalla Bona Gargano | Tiri di rigore 3 – 2 | Diamanti F. Rossini Loviso Balleri Tavano |

## Statistiche

### Statistiche di squadra
| Competizione | Punti | In casa | In casa | In casa | In casa | In casa | In casa | In trasferta | In trasferta | In trasferta | In trasferta | In trasferta | In trasferta | Totale | Totale | Totale | Totale | Totale | Totale | DR  |
| Competizione | Punti | G       | V       | N       | P       | Gf      | Gs      | G            | V            | N            | P            | Gf           | Gs           | G      | V      | N      | P      | Gf     | Gs     | DR  |
| ------------ | ----- | ------- | ------- | ------- | ------- | ------- | ------- | ------------ | ------------ | ------------ | ------------ | ------------ | ------------ | ------ | ------ | ------ | ------ | ------ | ------ | --- |
| Serie A      | 30    | 19      | 3       | 8       | 8       | 18      | 28      | 19           | 3            | 4            | 12           | 17           | 32           | 38     | 6      | 12     | 20     | 35     | 60     | -25 |
| Coppa Italia | -     | 0       | 0       | 0       | 0       | 0       | 0       | 1            | 0            | 1            | 0            | 1            | 1            | 1      | 0      | 1      | 0      | 1      | 1      | 0   |
| Totale       | 30    | 19      | 3       | 8       | 8       | 18      | 28      | 20           | 3            | 5            | 12           | 18           | 33           | 39     | 6      | 13     | 20     | 36     | 61     | -25 |

### Andamento in campionato
| Giornata  | 1  | 2  | 3  | 4  | 5  | 6  | 7  | 8  | 9  | 10 | 11 | 12 | 13 | 14 | 15 | 16 | 17 | 18 | 19 | 20 | 21 | 22 | 23 | 24 | 25 | 26 | 27 | 28 | 29 | 30 | 31 | 32 | 33 | 34 | 35 | 36 | 37 | 38 |
| --------- | -- | -- | -- | -- | -- | -- | -- | -- | -- | -- | -- | -- | -- | -- | -- | -- | -- | -- | -- | -- | -- | -- | -- | -- | -- | -- | -- | -- | -- | -- | -- | -- | -- | -- | -- | -- | -- | -- |
| Luogo     | T  | C  | T  | C  | T  | C  | T  | C  | T  | T  | C  | T  | C  | T  | C  | T  | C  | T  | C  | C  | T  | C  | T  | C  | T  | C  | T  | C  | C  | T  | C  | T  | C  | T  | C  | T  | C  | T  |
| Risultato | P  | P  | N  | N  | P  | P  | P  | P  | P  | V  | N  | V  | V  | N  | N  | N  | N  | V  | V  | P  | P  | N  | P  | P  | P  | V  | P  | N  | N  | P  | N  | P  | P  | N  | P  | P  | P  | P  |
| Posizione | 20 | 20 | 20 | 20 | 19 | 20 | 20 | 20 | 20 | 19 | 19 | 18 | 16 | 16 | 16 | 16 | 16 | 13 | 13 | 13 | 14 | 15 | 15 | 16 | 18 | 15 | 16 | 16 | 17 | 17 | 17 | 17 | 20 | 18 | 20 | 20 | 20 | 20 |

Legenda:

Luogo: C = Casa; T = Trasferta. Risultato: V = Vittoria; N = Pareggio; P = Sconfitta.